# Andrej Babić

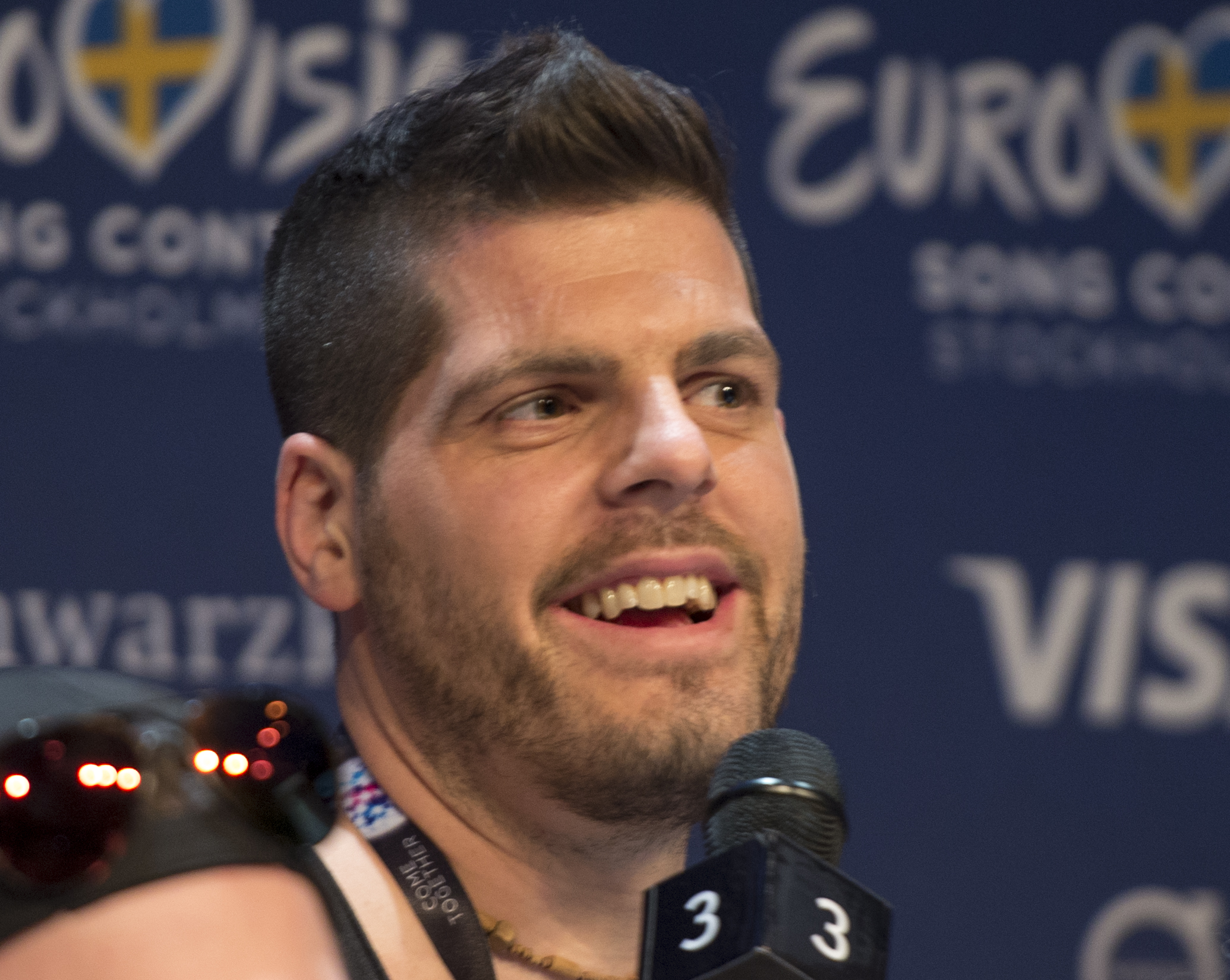

Andrej Babić es un compositor croata. Él ha compuesto varias canciones del Festival de Eurovisión para cuatro países: Eslovenia, Croacia, Bosnia y Herzegovina y Portugal.

## Participaciones en el Festival
| País                 | Año  | Canción                         | Intérprete                      | Puesto       | Puntos |
| -------------------- | ---- | ------------------------------- | ------------------------------- | ------------ | ------ |
| Croacia              | 2003 | "Više nisam tvoja"              | Claudia Beni                    | 15           | 29     |
| Bosnia y Herzegovina | 2005 | "Call Me"                       | Feminnem                        | 14           | 79     |
| Eslovenia            | 2007 | "Cvet z juga"                   | Alenka Gotar                    | 15 (SF: 7th) | 66     |
| Portugal             | 2008 | "Senhora do mar (Negras águas)" | Vânia Fernandes                 | 13 (SF: 2nd) | 69     |
| Eslovenia            | 2009 | "Love Symphony"                 | Quartissimo ft. Martina Majerle |              |        |
| Portugal             | 2012 | "Vida minha"                    | Filipa Sousa                    |              |        |